# Sund
Sund é uma comuna da Noruega, com 99,3 km² de área e 5 537 habitantes (censo de 2005).         